# Adrian Kivumbi Ddungu
Adrian Kivumbi Ddungu (ur. 15 lipca 1923 w Ssango, zm. 30 grudnia 2009) – ugandyjski duchowny rzymskokatolicki, w latach 1961-1998 biskup Masaka.